# Christian and Missionary Alliance
Die Christian and Missionary Alliance (C&MA oder vereinfacht auch CMA genannt) ist eine ursprünglich US-amerikanische evangelikale Missionsgesellschaft, die 1887 vom kanadischen presbyterianischen Pastor Albert Benjamin Simpson gegründet wurde. Sie wurde 1974 zum eigenständigen Gemeindeverband mit Schwerpunkt Mission. Die CMA hatte 2020 weltweit 22.000 Kirchgemeinden (in den USA über 2.000) mit 6.200.000 Mitgliedern und 90 theologische Ausbildungsstätten in 88 Ländern.

## Geschichte
Der kanadische presbyterianische Theologe Albert Benjamin Simpson (1843–1913) hatte eine wichtige Pastorenstelle in New York City inne. 1881 ließ er sich wiedertaufen, so wie die Baptisten die Taufe durchführten. Denn er sah in Jesus Christus nicht nur seinen Retter, sondern auch den, der ihn heiligte, den Heiler und den kommenden König. Er sah sich von Gott berufen, den Armen und Außenseitern das Evangelium zu bringen. So gründete er die New York Gospel Tabernacle Church, um Menschen zusammenzubringen und mit ihnen das Evangelium zu teilen. Er richtete auch das Missionary Training Institute (MTI) ein, um Menschen für missionarische Dienste zu unterrichten, zu schulen und zu senden. Ein erstes Missionsteam wurde 1884 in den Kongo ausgesandt. Die beteiligten Allianzversammlungen waren Zweige des 1887 gegründeten Missionswerks Christian Mission and Alliance (C&MA), aber nicht Mitgliedskirchen, da es sich nicht um einen eigentlichen Kirchenverband handelte. Nebst Simpson gehörten der Sekretär Albert E. Funk und der Kassier David Crear zum Komitee der neugegründeten evangelistischen Organisation.
Nach dem Tod Simpsons 1919 wurde der Evangelist und Pastor Dr. Paul Rader Leiter der CMA. Viele sogenannte Tabernacles, wie die Versammlungslokale hießen, wurden in den USA und Kanada eingerichtet. Die Große Depression und der Zweite Weltkrieg waren jedoch eher Zeiten der Konsolidierung und weniger der räumlichen Expansion.
Nach dem Zweiten Weltkrieg verlagerten sich mit den Mitgliedern auch die Versammlungsstätten eher in die Vorstädte. Dr. A. W. Tozer und Dr. Louis L. King waren in dieser Zeit die einflussreichen geistlichen Führungspersonen der CMA. King war der führende Missionar und propagierte eigenständige und unabhängige Kirchen in der Dritten Welt. Die Kirchen in den armen Ländern sollten nicht nur empfangen von den Missionaren, sondern auch Impulsgeber für die CMA in Amerika sein.
1974 wurde die Christian and Missionary Alliance (C&MA) eine eigene Kirchenvereinigung, wobei die Schwerpunkte weiterhin bei Außenmission und Gemeindegründung lagen. 2004 gehörten 2000 Kirchgemeinden mit 400.000 Mitgliedern in den USA diesem Gemeindeverband an. Der Hauptsitz befand sich in Colorado Springs.
Viele Kirchgemeinden in den USA sind auch multikulturell zusammengesetzt, es werden 37 Sprachen gesprochen. Insbesondere ehemalige Flüchtlinge aus Südostasien bilden einen beachtlichen Anteil in den Gemeinden und prägen zunehmend auch die Ausrichtung mit. 700 Missionare arbeiten in 70 Ländern. Sie unterstützten vor allem in Drittweltländern lokale Kirchen, bilden Pastoren und andere Berufsleute aus, begleiten medizinische Projekte und fördern Kleinunternehmen.
In Deutschland gibt es die CMA seit 1975, und seit 1997 ist sie in Berlin tätig. Zu den vier Kirchen in Deutschland zählen sich etwa 315 Mitglieder.

## Ausbildungsstätten
Größere theologische Seminare gibt es in den USA (New York, Kalifornien, Georgia, Minnesota), Kanada (Calgary, Québec), Chile, Kolumbien, Demokratische Republik Kongo, Israel (Jerusalem), Libanon (Beirut), Philippinen, Hongkong, Thailand und in Australien.